# コウグイスカグラ
コウグイスカグラ（小鶯神楽、学名：Lonicera ramosissima var. ramosissima）はスイカズラ科スイカズラ属の落葉低木。別名、ヒメヒョウタンボク（姫瓢箪木）。

## 特徴
樹高は1-2mになり、密に分枝する。枝にはふつう細屈毛があり、中実で髄は白色。葉は長さ2-5mmの葉柄をもって対生する。葉身は楕円形、卵形から長楕円形で、長さ0.6-4cm、幅0.3-3cm、葉の先端は短くとがり、基部は円形から広いくさび形になる。葉の両面に軟毛が生えるが、表面の毛は落ちる場合がある。縁は全縁。
花は4-5月に咲く。葉腋から長さ12-25mmになる細長い花柄を出し、長さ2-6mmの苞をつけ、2花を下垂する。子房は離生して2室ある。花冠は淡黄緑色で、長さ15-20mmになる長い漏斗状になる。雄蕊は5本あり、花冠より短い。果実は球状の液果が2個つき、6-7月に紅熟する。食用となるがオオヒョウタンボクなどの有毒種と似るため注意。

## 分布と生育環境
日本固有種。本州の中西部（新潟県、宮城県以南）および四国に分布し、標高600-1,400mの山地に点在して生育する。石灰岩地にも生育する。

## ギャラリー
- 細長い花柄の先に2花を下垂する。
- 果実は2個の球状の液果となり、6-7月に紅熟する。

## 品種および変種
- チチブヒョウタンボク Lonicera ramosissima Franch. et Sav. ex Maxim. var. ramosissima f. glabrata (Nakai) H.Hara
- キンキヒョウタンボク Lonicera ramosissima Franch. et Sav. ex Maxim. var. kinkiensis (Koidz.) Ohwi